# شوخویتس
شوخویتس (به آلمانی: Schochwitz) یک منطقهٔ مسکونی در آلمان است که در زالتساتال واقع شده‌است. شوخویتس ۱٬۲۵۱ نفر جمعیت دارد.